# A Arte e a Ciência de Memorizar Tudo
A Arte e a Ciência de Memorizar Tudo é um livro de não ficção escrito por Joshua Foer, primeiramente publicado em 2011. Estreou como número 3 na lista dos bestsellers do New York Times, ficando nesta lista por 8 semanas.

## Sinopse
Foer descreveu seu livro como jornalismo participante no mundo de memorização competitiva, e uma tentativa de traçar a capacidade da mente humana. Tenta investigar os fundamentos expansão da memória, acabando por se tornar ele mesmo, em 2005, o campeão de memória dos EUA. Ele cobre a ciência básica da criação de memória e o comportamento histórico com relação à mesma, incluindo a reputação negativa no sistema de educação ocidental, ao qual Foer é amplamente contra. Ele explora técnicas mnemónicas para expandir a memória: retórica romana, o Sistema mnemônico fonético, o sistema PAO de memorização de cartas, o Mapa mental, um sistema de notação desenvolvido por Tony Buzan. Todos estes métodos são uma forma do método de Palácio da memória, no qual as informações são armazenadas em forma de imagens memoráveis que podem ser convertidas em sua forma original.
O livro descreve também a história de Kim Peek, a inspiração para o filme Rain Man.